# John Mellberg
John Olof Mellberg (Birmingham, el 30 de julio de 2006) es un futbolista británico, nacionalizado sueco, que juega en la demarcación de defensa para el Red Bull Salzburgo de la Bundesliga.

## Carrera
Comenzó a jugar al fútbol con la cantera del IF Brommapojkarna a los 9 años y ascendió al primer equipo para la temporada 2023. El 19 de junio de 2023, fichó por el Red Bull Salzburgo de la Bundesliga austriaca con un contrato hasta 2026, y fue inicialmente cedido al club asociado, el FC Liefering. Debutó con el primer equipo y como profesional con el Liefering en la derrota por 1-0 ante el Dornbirn el 28 de julio de 2023.
En agosto de 2024 debutó con el primer equipo de Red Bull Salzburgo en la Bundesliga contra el FC Blau-Weiß Linz.

## Carrera internacional
Mellberg es internacional juvenil con Suecia, habiendo jugado con la selección sub-17.

## Vida personal
Su padre, Olof Mellberg, también fue futbolista profesional.